# Ahmia
Ahmiaは、Juha Nurmiによって作成されたTorのOnion Serviceのクリアネット用検索エンジンである。VPNおよびTorとともに、通常のWebコンテンツの約10倍の大きさであると報告されているダークネットを検索する為に用いられる。

## 概要
検索エンジンAhmiaは、OSSとしてTorプロジェクトの支援を受けながら2014年 Google Summer of Codeの期間中に開発された。当初はDjangoとPostgreSQLが組み込まれていた。
仕組みは、Torネットワークから『.onion URL』と呼ばれる固有の匿名識別子を収集し、robots.txtファイルを含むものを除いた上で、これらを索引付けする。また検索エンジンは児童ポルノを排除し、虐待的な事項を含むサービスを提供しているサイトをブラックリストに記録する。
GlobaLeaksの投稿やTor2webの統計情報を用いて、Onion Serviceを発見する機能を提供しており、 2015年7月時点で約5000サイトを索引付けしている。また、Ahmiaは、透明性と自由を可能にする技術を推進する組織である『Hermes Center for Transparency and Digital Rights』と提携している。
2015年7月、Ahmiaは何百にのぼる偽サイト（DuckDuckGoなどのサイトやダークウェブを含む）のリストを公開した。Nurmiによると「誰かが元のサイトと同じようなアドレスで偽のサイトを運営し、それを使って人々をだまそうとしている詐欺師がいる」（ビットコインのアドレスを偽装してビットコインのお金を集めるなど）という。